# Ibn Badis (Constantine)
Pour les articles homonymes, voir Ben Badis.
Ibn Badis (anciennement El Haria) est une commune de la wilaya de Constantine en Algérie. La commune a été baptisée du nom de l'ouléma algérien Albelhamid Ben Badis.